# Église Saint-Gerbold d'Ailly
L'église Saint-Gerbold d'Ailly est une ancienne église catholique située à Bernières-d'Ailly, en France.

## Localisation
L'église est située dans le département français du Calvados, sur la commune de Bernières-d'Ailly et au pied des monts d'Éraines (ro). L'église Saint-Gerbold est située dans l'enceinte du château d'Ailly.

## Historique
L'église porte le nom d'un évêque de Bayeux du VIIe siècle, saint Gerbold. L'édifice est érigé au XIe siècle. Le chœur a été muni d'une voûte à la fin du XIIIe siècle, mais non la nef. Au temps d'Arcisse de Caumont, l'église servait de chapelle privative au châtelain.
L'église dépendait de l'ancien diocèse de Séez et servait d'église paroissiale. Des éléments, la porte ouest et la flèche, ont été réalisés au XVIIIe siècle.
L'édifice est inscrit au titre des monuments historiques le 21 octobre 1970.

## Description
L'église possède des contreforts plats et de beaux modillons,.